# Filip Van Neyghem
Filip Van Neyghem (Wetteren, 2 juni 1969) is een Vlaams filmregisseur. Hij regisseerde ook een aantal afleveringen van televisieseries. Zo regisseerde hij afleveringen van Wittekerke, Kinderen van Dewindt, Verschoten & Zoon en Sara, Dag & Nacht: Hotel Eburon en het negende seizoen van Aspe.

## Films
- 1991: Beste papa (kortfilm)
- 1996: Elixir d'Anvers (met Robbe De Hert)
- 1999: Blinker
- 2000: Blinker en het Bagbag-juweel
- 2008: Blinker en de Blixvaten

## Erkenningen en nominaties
- In 2000 is Filip Van Neyghem genomineerd voor het Starboy Award met de film Blinker (1999).